# Cattedrale dell'Immacolata Concezione (Mosca)
La cattedrale metropolitana dell'Immacolata Concezione della Beata Vergine Maria (in russo Кафедральный собор Непорочного Зачатия Пресвятой Девы Марии?) è il principale luogo di culto cattolico di Mosca, capitale della Russia, e sede vescovile dell'arcidiocesi metropolitana della Madre di Dio a Mosca.
Costruita in stile neogotico, è una delle due chiese cattoliche della capitale russa e la più grande dell'intero paese eurasiatico. Si trova nel distretto centrale della città.
La costruzione della cattedrale fu proposta alle autorità della Russia zarista nel 1894. La cerimonia di posa della prima pietra ebbe luogo nel 1899, ma i lavori di costruzione furono concretamente avviati nel 1901 e si conclusero circa dieci anni dopo. Costruita in mattoni rossi e composta da tre navate, la cattedrale fu realizzata sulla base del progetto dell'architetto di origine polacca Tomasz Bohdanowicz-Dworzecki. I tratti stilistici dell'edificio risentono dell'influenza dell'abbazia di Westminster e del duomo di Milano.
Nel 1938, a causa dell'ateismo di Stato praticato dall'Unione Sovietica, la cattedrale fu chiusa al culto, al pari di altri edifici religiosi del paese. Durante la seconda guerra mondiale fu minacciata di demolizione, ma al termine del conflitto si decise di adibirla a magazzino. Successivamente divenne un ostello. A seguito della caduta del comunismo nel 1991, l'edificio tornò ad essere una chiesa nel 1996, mentre nel 2002 acquisì lo status di cattedrale. Dopo un ampio e costoso programma di restauro, fu riconsacrata nel 2005.
Nel XXI secolo, dopo 58 anni di uso non religioso, la cattedrale è quindi tornata ad ospitare regolari celebrazioni liturgiche in varie lingue - russo, polacco, coreano, inglese, francese, spagnolo, armeno e latino - così come concerti benefici di musica sacra. Il suo organo, il terzo da quando l'edificio è stato costruito, è un dono della cattedrale di Basilea. La chiesa è un monumento protetto, facente parte del patrimonio architettonico federale.

## Storia

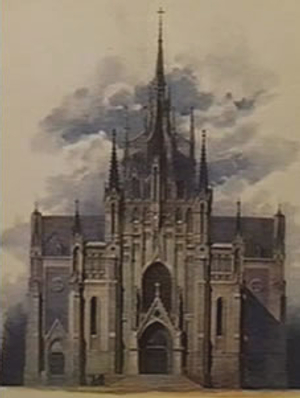
la cattedrale nel progetto di Tomasz Bohdanowicz-Dworzecki

### Costruzione
Alla fine del XIX secolo, solo due chiese cattoliche erano presenti a Mosca: la chiesa di San Luigi dei Francesi per la comunità di origine francese e la chiesa dei Santi Pietro e Paolo per i parrocchiani polacchi. Quando la comunità polacca aumentò, giungendo a circa 30.000 unità, le strutture esistenti risultarono essere troppo piccole ed inadeguate. Nel 1894, a seguito della presentazione di una petizione al governatore generale di Mosca, il consiglio locale approvò la costruzione di una nuova chiesa. La realizzazione del nuovo edificio di culto fu sottoposta ad alcune condizioni, incluse due relative al luogo in cui la chiesa avrebbe dovuto sorgere. Esso doveva trovarsi fuori dal centro storico e lontano da luoghi sacri appartenenti alla religione ortodossa.
Tenendo presenti le direttive del consiglio, il 16 maggio 1895 la parrocchia acquistò 10 ettari di terreno siti nella strada Malaja Gruzinskaja, area circondata da campi ed orti della periferia. Attualmente il luogo fa parte del distretto amministrativo centrale, al di fuori dell'Anello dei Giardini ed in prossimità della linea Kol'cevaja della metropolitana di Mosca. L'acquisto del terreno fu finanziato dalle donazioni provenienti dalle parrocchie della Russia e degli Stati più vicini. Il costo dell'operazione raggiunse i 10.000 rubli in oro (circa 7.300.000 dollari del 2012). Il contratto d'acquisto e la lista completa delle donazioni effettuate sono conservati negli archivi delle città di Mosca e San Pietroburgo.

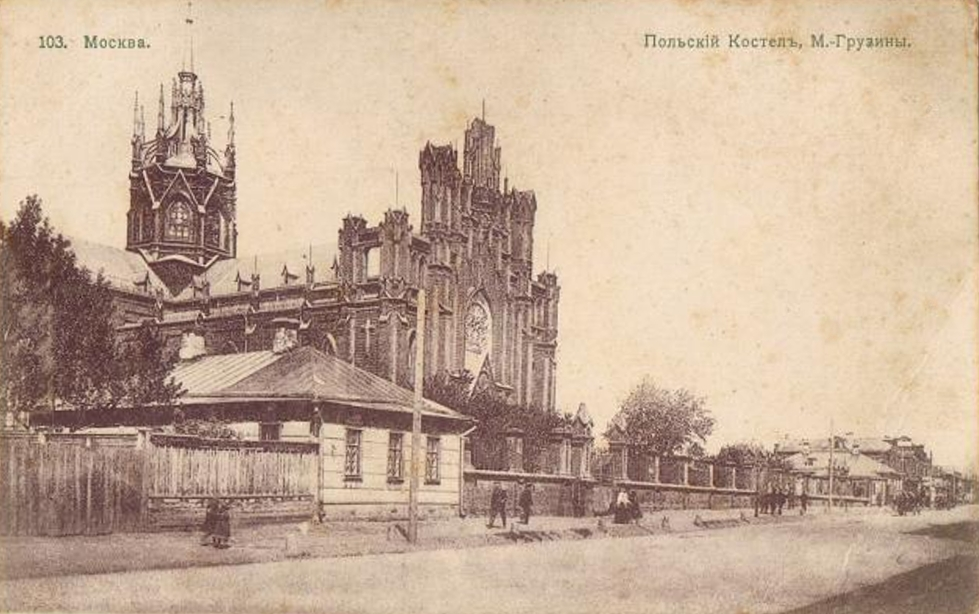
La cattedrale in una cartolina del 1911

Un'ulteriore condizione apposta alla costruzione della chiesa fu la seguente: "alla luce delle due chiese cattoliche esistenti, la futura chiesa dovrà essere più grande, con una croce sulla ghimberga, ma senza guglie e sculture esteriori". I piani architettonici furono affidati a Tomasz Bohdanowicz-Dworzecki, un architetto di origine polacca. Anche se l'ultima condizione posta dal consiglio non fu rispettata, il progetto ottenne comunque l'approvazione. La nuova chiesa avrebbe dovuto ospitare un massimo di 5.000 fedeli. La cerimonia di posa della prima pietra fu realizzata nel 1899, ma i lavori presero avvio due anni dopo e si conclusero nel 1911. I costi totali di costruzione ammontarono a 290.000 rubli in oro (circa 210 milioni di dollari del 2012), la maggioranza dei quali provenienti dai membri della parrocchia polacca di Mosca. Altri fondi giunsero dalle parrocchie cattoliche sparse per il territorio della Russia, della Bielorussia e della Polonia. La chiesa fu consacrata il 21 dicembre 1911 con il nome di "cattedrale dell'Immacolata Concezione della Beata Vergine Maria". La cerimonia di consacrazione ottenne notevole risalto negli organi di stampa russi e polacchi. Tra gli altri, il quotidiano moscovita Russkoe Slovo scrisse:
Dal 1911 al 1917 furono raccolti ulteriori fondi per l'arredamento degli interni della chiesa. Essi infatti erano molto scarni, a parte l'altare maggiore. Il progetto originario fu parzialmente abbandonato: il pavimento non fu costruito in marmo ma in calcestruzzo, mentre i pinnacoli all'esterno non erano originariamente previsti. In merito a questi ultimi, alcuni storici sostengono che siano stati aggiunti nel 1923, mentre secondo altri la loro realizzazione sarebbe frutto del restauro dell'era post-sovietica. I sostenitori della prima ipotesi affermano che i pinnacoli sarebbero stati danneggiati durante la seconda guerra mondiale.

### Chiusura e riconversione

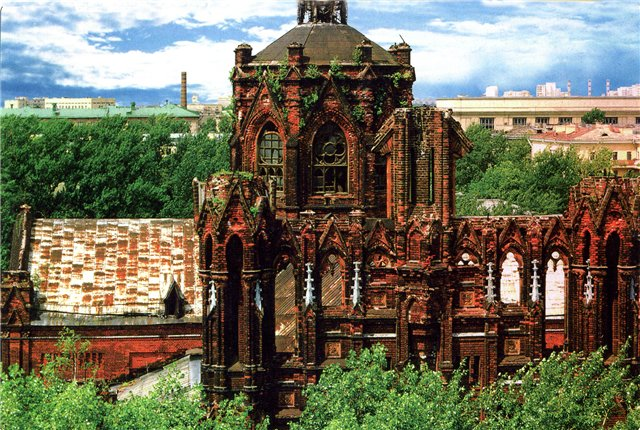
La cattedrale in rovina negli anni ottanta

A seguito della rivoluzione bolscevica, il nuovo governo sovietico intraprese misure politiche di stampo antireligioso. Numerosi edifici di culto subirono la chiusura in tutto il paese. La parrocchia polacca dei Santi Pietro e Paolo fu disciolta nel 1929 e le fu impedito di celebrare la messa. Nel 1935 la chiesa perse alcuni dei giardini che la circondavano - al cui posto fu costruita una scuola l'anno seguente - e fu definitivamente chiusa al culto il 30 luglio 1938 (stesso destino riservato alla chiesa dei Santi Pietro e Paolo 9 giorni prima). Dopo la chiusura, la cattedrale fu saccheggiata e molti oggetti (inclusi l'altare maggiore e l'organo) andarono perduti irrimediabilmente. Per diversi mesi i locali interni dell'edificio furono adibiti a magazzino per un negozio di vegetali. Successivamente fu ricostruita e trasformata in un ostello a 4 piani.
La guglia della torre principale era già stata rimossa durante la battaglia di Mosca, al fine di evitare che la Luftwaffe la utilizzasse come punto di riferimento. Poco dopo il termine del conflitto gli spazi di giardino rimasti furono utilizzati per la costruzione di un condominio. Nel 1956, a causa di un incendio, gli inquilini dell'ostello costruito dentro la cattedrale furono rialloggiati altrove. L'edificio finì per ospitare i membri dell'istituto di ricerca Mosspetspromproekt (in russo Мосспецпромпроект?). Tale gruppo di esperti realizzava principalmente progetti per gli impianti industriali, ma si rese protagonista anche della progettazione del braciere olimpico usato allo Stadio Lenin di Mosca, in occasione dei Giochi della XXII Olimpiade del 1980.
Durante gli anni sessanta l'esterno dell'edificio assunse un aspetto sempre più fatiscente. Tra i più preoccupati del deterioramento della struttura vi fu l'attore, musicista e poeta Vladimir Vysockij, il quale viveva vicino all'ex cattedrale. Alla fine degli anni settanta l'amministrazione di Mosca considerò l'ipotesi di ristrutturare l'edificio, al fine di utilizzarlo come centro culturale o sala da concerto. Tuttavia, l'opposizione dei ricercatori del Mosspetspromproekt impedì la realizzazione di questo progetto.

### Ritorno ai fedeli

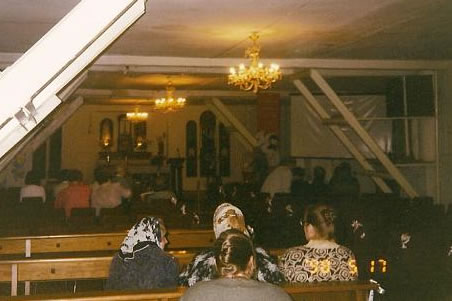
Fedeli in preghiera nella cattedrale non ancora restaurata nel 1993

Con la cosiddetta "glasnost'", lanciata da Michail Gorbačëv, si aprì una nuova stagione nello sviluppo della libertà religiosa in Unione Sovietica. In conseguenza di ciò, nel 1989 un gruppo di cattolici moscoviti e l'associazione "Casa Polacca" (in russo Дом Польский?) proposero che l'edificio tornasse ad essere una chiesa. A seguito dell'assenso delle autorità cittadine, dopo decenni di chiusura al culto, la prima messa nell'edificio fu celebrata in occasione della festività dell'Immacolata Concezione, l'8 dicembre 1990. La celebrazione fu officiata dal sacerdote polacco Tadeusz Pikus, in seguito divenuto vescovo ausiliare dell'arcidiocesi di Varsavia.
Nel frattempo, nel gennaio 1990, un gruppo di fedeli diede formalmente vita alla parrocchia dell'Immacolata Concezione della Beata Vergine Maria. Il 13 aprile 1991 Papa Giovanni Paolo II promulgò la costituzione apostolica Providi quae che sancì l'istituzione della "amministrazione apostolica della Russia europea". L'appena insediato amministratore apostolico, Tadeusz Kondrusiewicz, emanò un decreto per la ricostruzione della cattedrale il 21 aprile 1991. Il 3 maggio, con il permesso delle autorità, in occasione della festa nazionale polacca, fu tenuta una messa sulle scale esterne della chiesa. La costituzione della parrocchia fu ufficialmente riconosciuta il 31 maggio dal dipartimento di giustizia del consiglio cittadino. Nel frattempo, diversi locali della struttura furono affittati da alcune imprese.
Dal 7 giugno 1991 le messe iniziarono ad essere celebrate ogni domenica sul sagrato della cattedrale. Il 15 luglio 1991 padre Josef Sanewski, membro della Società Salesiana di San Giovanni Bosco, divenne il nuovo parroco. Dal 29 novembre le Sorelle Salesiane iniziarono ad occuparsi dell'educazione religiosa della comunità. Nello stesso periodo furono fondati i primi organismi benefici di natura infermieristica e di sostegno ai poveri. Il vicesindaco di Mosca Jurij Lužkov firmò un decreto in favore della chiesa il 1º febbraio 1992, ordinando all'istituto Mosspetspromproekt di lasciare l'edificio entro il 1994. Il 2 luglio 1992 i parrocchiani occuparono la parte della struttura adibita a laboratorio. Quindi il consiglio cittadino decise di affidare immediatamente lo spazio ai fedeli attraverso la creazione di un muro divisorio. Là fu possibile celebrare la messa regolarmente.

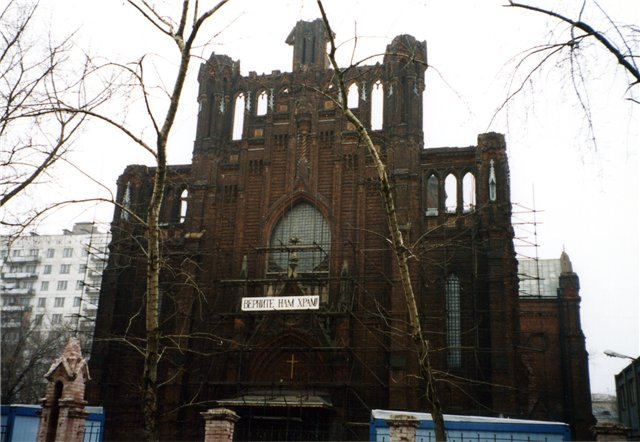
L'edificio prima dei restauri. Lo striscione recita: "Ridateci la chiesa!" (Верните нам храм!)

Il muro divisorio fu abbattuto dai membri della parrocchia il 7 marzo 1995, mentre altri iniziarono a rimuovere il traliccio. L'istituto di ricerca chiamò l'OMON, in cerca d'aiuto. Il giorno seguente si verificarono scontri con le forze dell'ordine e vari parrocchiani (tra cui una suora) rimasero feriti. Altri fedeli furono arresti, compresi un sacerdote ed un seminarista, ma furono rilasciati poco dopo. In seguito a questi eventi, l'amministratore apostolico scrisse una lettera aperta al presidente russo Boris El'cin, il 9 marzo 1995, richiedendone l'intervento e lamentando gli arresti e le percosse ai fedeli.
Di conseguenza, Jurij Lužkov, nominato sindaco di Mosca da El'cin, firmò una delibera per la rimozione dell'istituto. La decisione intimava a quest'ultimo l'abbandono dei locali della cattedrale entro il 1996. Simultaneamente, l'istituto scrisse al sindaco per descrivere gli eventi precedenti dal proprio punto di vista e richiese un indennizzo per la perdita dell'uso dell'edificio. Nel frattempo, il 15 marzo, durante un incontro tra l'ambasciatore polacco Stanisław Ciosek ed il facente funzioni del sindaco di Mosca, Aleksandr Musykantski, fu assicurato che entro la fine del 1995 la struttura sarebbe tornata ai cattolici.
Il 19 marzo 1995 fu celebrata una messa nell'area già restituita ai fedeli, alla presenza del nunzio pontificio John Bukowski. Costui impartì la benedizione di Papa Giovanni Paolo II alla parrocchia. Con una nuova decisione, datata 2 novembre, Lužkov ribadì all'istituto l'ordine di lasciare i locali della chiesa entro l'anno. Quando apparve chiaro che la decisione sarebbe stata disattesa, il 2 gennaio 1996, i parrocchiani entrarono nell'istituto ed iniziarono a rimuoverne gli strumenti. Il direttore Evgenij Afanas'ev chiamò nuovamente la polizia, la quale però non intervenne. Successivamente, il direttore chiese al parroco lo slittamento di due settimane del termine entro cui lasciare l'edificio. L'istituto Mosspetspromproekt sgomberò la struttura il 13 gennaio. Contestualmente la Chiesa cattolica in Russia ottenne il permesso ufficiale di utilizzare la cattedrale a tempo indeterminato.

### Restauro e riconsacrazione
Già nei primi anni '90 furono elaborati, da parte dell'Ufficio per la Protezione dei Monumenti, dei piani di restauro della cattedrale da svolgersi nel 1997, anno in cui ricorreva l'850º anniversario della fondazione di Mosca. A causa delle dispute fra la comunità cattolica e l'istituto di ricerca che occupava la struttura, non fu possibile porre in essere tali piani. Tuttavia, nel 1995 l'amministrazione locale stabilì che i costi di restauro fossero sostenuti dalla parrocchia. Fu costituita una commissione per pianificare il recupero della cattedrale, presieduta dal parroco Josef Sanevski, dallo storico russo Stanislav Durdin e dall'imprenditore edile e politico polacco Grzegorz Tuderek.

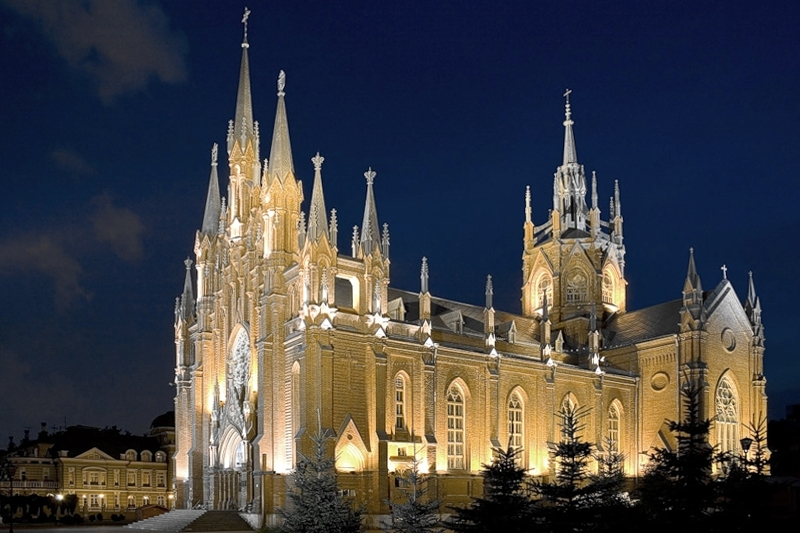
La cattedrale restaurata. Le luci esterne sono state installate alla fine del 2005.

Tra il 1996 ed il 1999 si svolsero i lavori di restauro, grazie anche alla sponsorizzazione della azienda polacca EnergoPol ed all'associazione tedesca Renovabis. Verso la fine dei lavori anche il governo russo fornì dei fondi. La ricostruzione fu inizialmente condotta sotto la direzione delle aziende polacche PKZ e Budimex, le quali si occuparono della ristrutturazione completa della facciata e del tetto. Dal settembre 1998 il sacerdote Andrzey Stetskevich e l'architetto e restauratore di Toruń Jan Tajchman supervisionarono congiuntamente i lavori. Entrambi avevano già svolto la medesima funzione in occasione della ristrutturazione della cattedrale dell'Assunzione di Maria di San Pietroburgo. Successivamente Stetskevich divenne vicario generale dell'arcidiocesi moscovita.
Le finiture interne e l'altare furono realizzati da una squadra di esperti ucraini, russi e bielorussi. Aziende di Mosca si occuparono invece dei rivestimenti in marmo esterni ed interni. Gli arredi della cattedrale furono opera degli studenti della scuola di ristrutturazione di San Pietroburgo, sotto la direzione di Vladimir Muchin. Le vetrate del rosone della facciata furono realizzate a Toruń, mentre le altre finestre prodotte dall'azienda bielorussa Tolotschko di Hrodna. La cattedrale fu riaperta il 12 dicembre 1999, giorno in cui si svolse la cerimonia di riconsacrazione, alla presenza del cardinale segretario di Stato Angelo Sodano. All'interno della struttura trovano posto una libreria, l'ufficio stampa della rivista "Il Messaggero Cattolico - La luce del Vangelo" (in russo Католический вестник — Свет Евангелия?), così come gli uffici della Caritas locale.

### XXI secolo

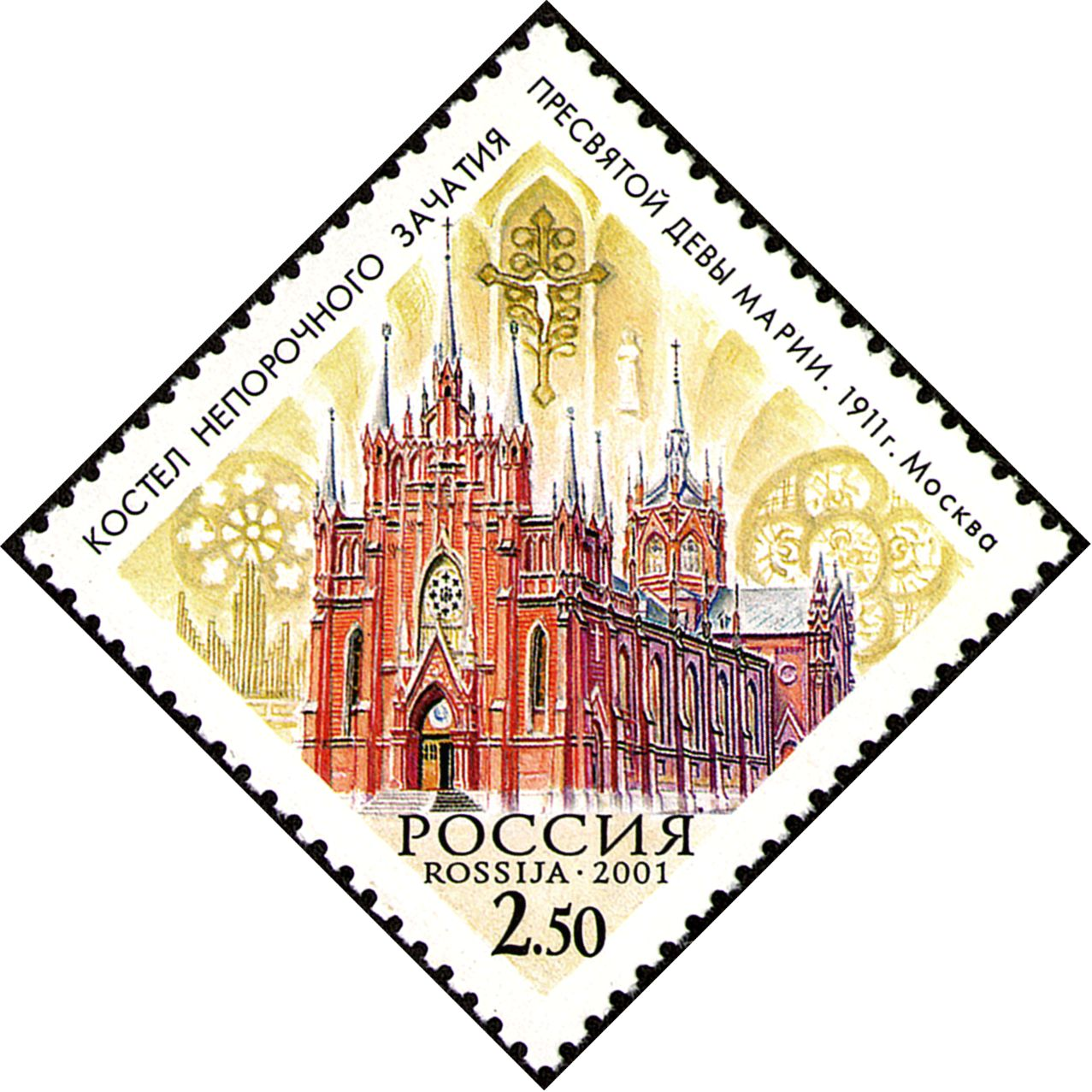
Francobollo russo del 2001 raffigurante la cattedrale

L'11 febbraio 2002 Papa Giovanni Paolo II diede vita all'arcidiocesi della Madre di Dio a Mosca e nominò l'amministratore apostolico Tadeusz Kondrusiewicz arcivescovo e metropolita. Tuttavia, questa decisione fu criticata dal patriarca di Mosca Alessio II che la definì "scortese", poiché venne interpretata come un tentativo di proselitismo. Nello stesso tempo la chiesa assunse ufficialmente il rango di cattedrale della nuova arcidiocesi. Nel marzo 2002 i parrocchiani della cattedrale e i cattolici di altre città europee parteciparono ad un rosario guidato in videoconferenza dal papa.
Nel 2011 si sono svolte le celebrazioni del centenario della consacrazione della cattedrale. I festeggiamenti hanno compreso vari concerti di musica sacra, l'inaugurazione di un monumento a Madre Teresa di Calcutta, una mostra fotografica, la presentazione del libro e del film dedicati alla storia della cattedrale. È stata anche tenuta una messa solenne, alla presenza del cardinale Jozef Tomko e di vescovi provenienti da Russia, Polonia, Stati Uniti, Bielorussia, Kazakistan e Lituania.

## Descrizione

### Architettura
La cattedrale, caratterizzata dallo stile neogotico, ha tre navate ed un'abside. È costruita interamente in mattoni rossi ed all'esterno non è rivestita di cemento. La navata principale a 5 campate si estende per 65 metri. La torre che ospita la lanterna ottagonale sopra la crociera è alta 30 metri.

### Esterno

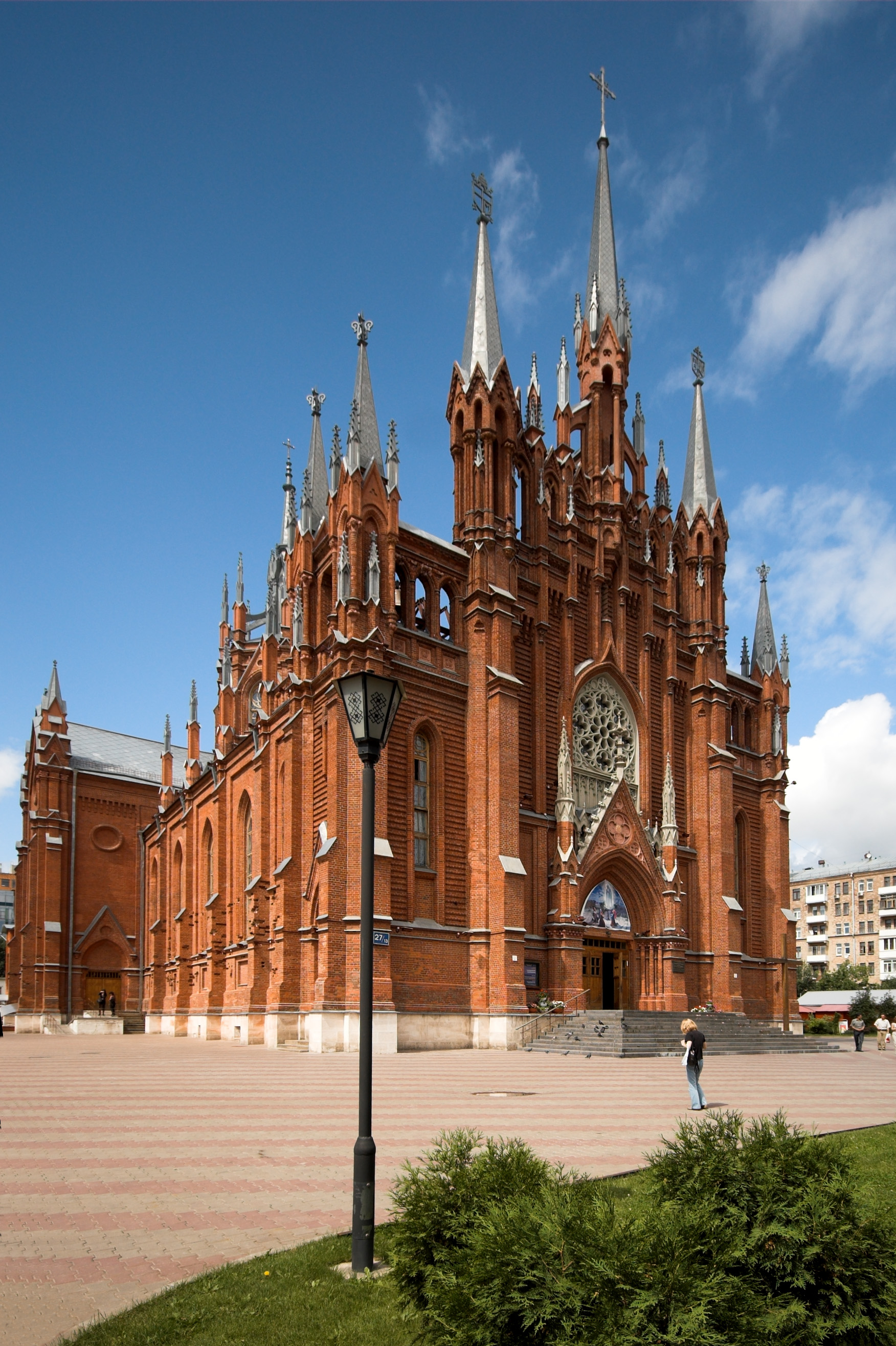
Esterno della cattedrale

La facciata è disegnata su modello dell'abbazia di Westminster, mentre le torri sono liberamente ispirate a quelle del duomo di Milano. Al pari delle chiese costruite in vecchio stile, le due navate laterali sono rafforzate da 5 contrafforti ciascuna, i quali insieme raffigurano i dieci comandamenti. Ogni torre principale è sormontata da croci. Nei pinnacoli sono presenti, tra gli altri, gli armoriali di Papa Giovanni Paolo II e dell'arcivescovo Tadeusz Kondrusiewicz.
I primi dieci gradini che conducono al portale simboleggiano i dieci comandamenti, mentre l'undicesimo rappresenta Gesù. Il portale è invece simbolo della porta del paradiso, raggiungibile attraverso il rispetto dei comandamenti e degli insegnamenti di Cristo. È circondato da colonne e coronato da una ghimberga decorata con un rilievo ornamentale, al centro del quale si trova il monogramma dorato "VMIC" (Virgo Maria Immaculata Concepta). Originariamente era però previsto che al posto del monogramma vi fosse una stella di David, come riferimento alle origini della Vergine Maria. Sopra la ghimberga si trova una finestra di colore rosa.
Le 5 campane della cattedrale si trovano sul lato sinistro della facciata. Sono state realizzate dalla fonderia Felczyński di Przemyśl e donate dall'arcivescovo Wiktor Skworc. La più grande pesa 900 chilogrammi ed è stata dedicata alla Madonna di Fátima. Le altre sono state dedicate a Giovanni Paolo II, a San Giuda Taddeo, a San Vittore ed all'anniversario del 2000. Le funzioni delle campane sono attivate elettronicamente.

### Interno

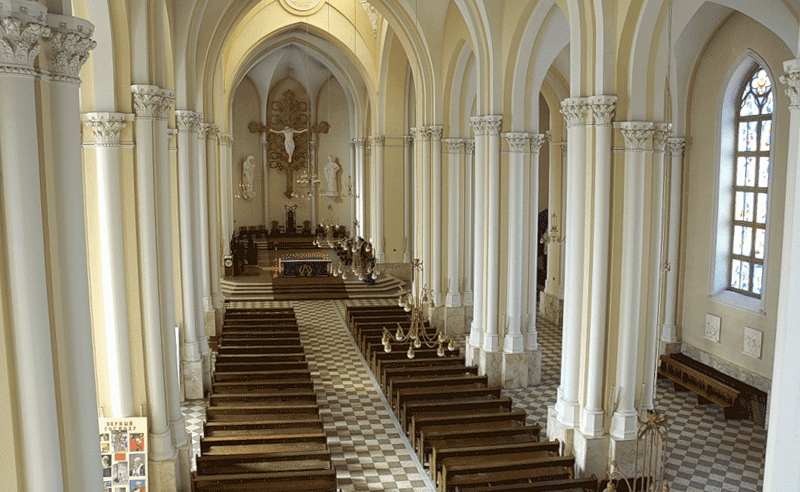
L'interno della cattedrale

Ad ognuno dei due lati d'ingresso della cattedrale si trova un crocifisso e l'acquasantiera. In alto a sinistra si trova un mattone della basilica di San Giovanni in Laterano, mentre a destra è presente una medaglia commemorativa del Giubileo del 2000. Per accedere alla cripta occorre attraversare un passaggio posto nel muro destro del vestibolo, giungere fino al matroneo e scendere attraverso la porta a sinistra. Nella cripta si trovano un oratorio, le stanze utilizzate per il catechismo e gli uffici della Caritas.
Le navate laterali sono separate da quella centrale attraverso due file di pilastri. Le colonne ed il tetto sono dipinti di bianco, mentre le pareti laterali in color crema. Il pavimento è costituito da lastre di marmo a scacchiera di colore grigio chiaro e scuro. La maggioranza delle vetrate è caratterizzata dall'astrattismo. Quelle del transetto sono leggermente più grandi ed hanno uno stile più particolare. In una finestra a destra è raffigurato San Pietro ed in una a sinistra Sant'Andrea, i quali simboleggiano i due polmoni della Chiesa cattolica, quello occidentale e quello orientale. Tra le raffigurazioni trova posto anche quella di Papa Giovanni Paolo II che osserva l'apparizione mariana di Fátima. Nella navata, sotto le finestre, vi sono quattro rilievi che descrivono le stazioni della Via Crucis.
L'entrata della sacrestia si trova in fondo alla navata destra, in prossimità del coro. In fondo alla navata sinistra si trova, invece, la cappella dedicata alla Divina Misericordia. L'altare maggiore ospita alcune reliquie dei santi Andrea, Zeno di Verona, Gregorio di Nissa, Gregorio Nazianzeno, Cosma e Damiano ed Anastasia, così come una sciarpa della Madonna ed una donazione della diocesi di Verona. L'ambone è sito sul lato destro dell'altare, dietro il quale si trova un grande crocifisso di pietra alto nove metri. Ai lati di quest'ultimo si trovano due statue in pietra bianca raffiguranti la Vergine Maria e San Giovanni Battista, realizzate da Svjatoslav Sachlebin. Sul lato opposto dell'altare si trova la cantoria, il cui spazio è occupato in gran parte dall'organo.

### Organo a canne

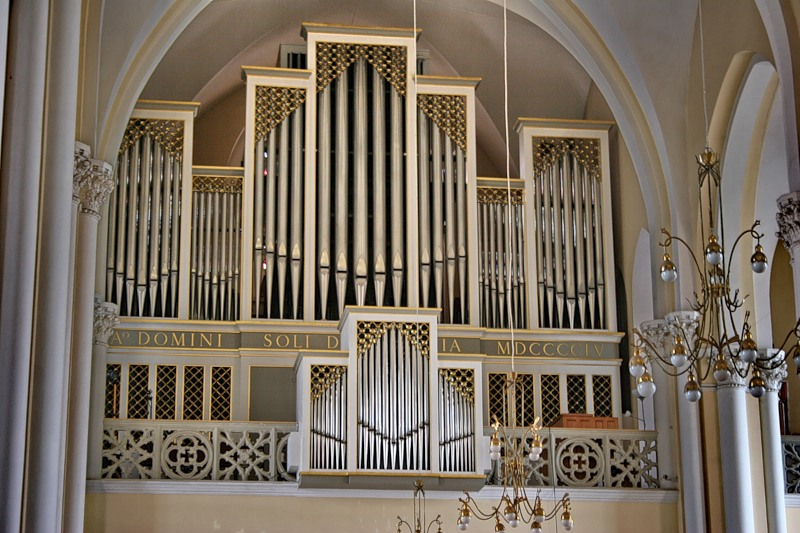
L'organo a canne

L'attuale organo a canne della cattedrale è tra i più grandi dell'intera Russia ed il terzo nella storia dell'edificio.
Il primo fu requisito dallo Stato nel 1938 ed il secondo, un organo elettronico, fu donato dall'associazione americana "Aiuto alla Chiesa in Russia" nel 1999. Questo secondo organo fu rimpiazzato dall'organo a canne nel 2005. Quest'ultimo fu costruito nel 1955 dalla Orgelbau Kuhn AG per la protestante cattedrale di Basilea. Nel 2002 fu donato alla cattedrale dell'Immacolata Concezione di Mosca. Le canne furono avvolte con indumenti nuovi da distribuire ai poveri della capitale russa. L'installazione dell'organo fu realizzata dall'azienda tedesca Orgelbau Schmid che rifiutò di ricevere il pagamento del lavoro. Il 9 settembre 2004 il generoso Gerhard Schmid, capo dell'azienda, morì cadendo da un'impalcatura nel corso del montaggio dell'organo. I lavori furono conclusi dal figlio Gunnar.
L'organo è stato inaugurato il 16 gennaio 2005 con la prima edizione del Festival Organistico Internazionale. Ha 5563 canne per un totale di 74 registri distribuiti fra quattro tastiere, di 56 note ciascuna, e la pedaliera, di 32 note.

## Galleria d'immagini

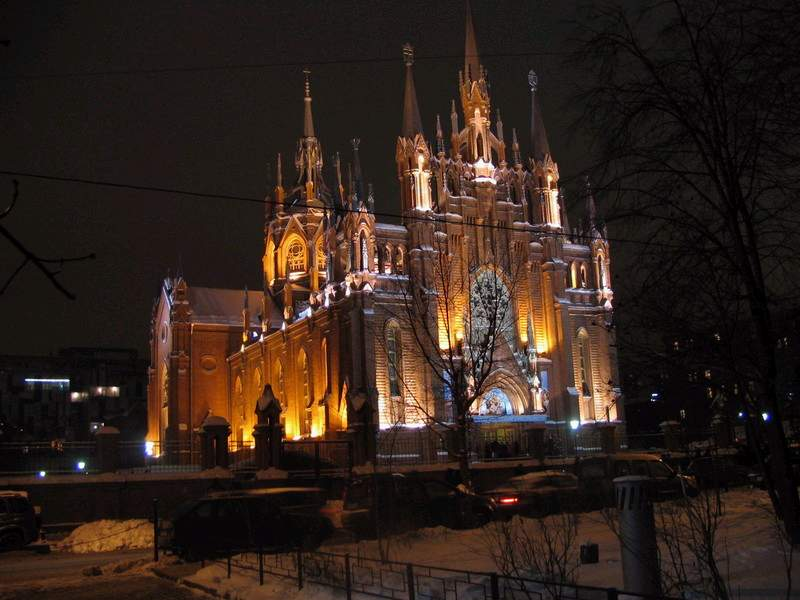
Veduta esterna di notte
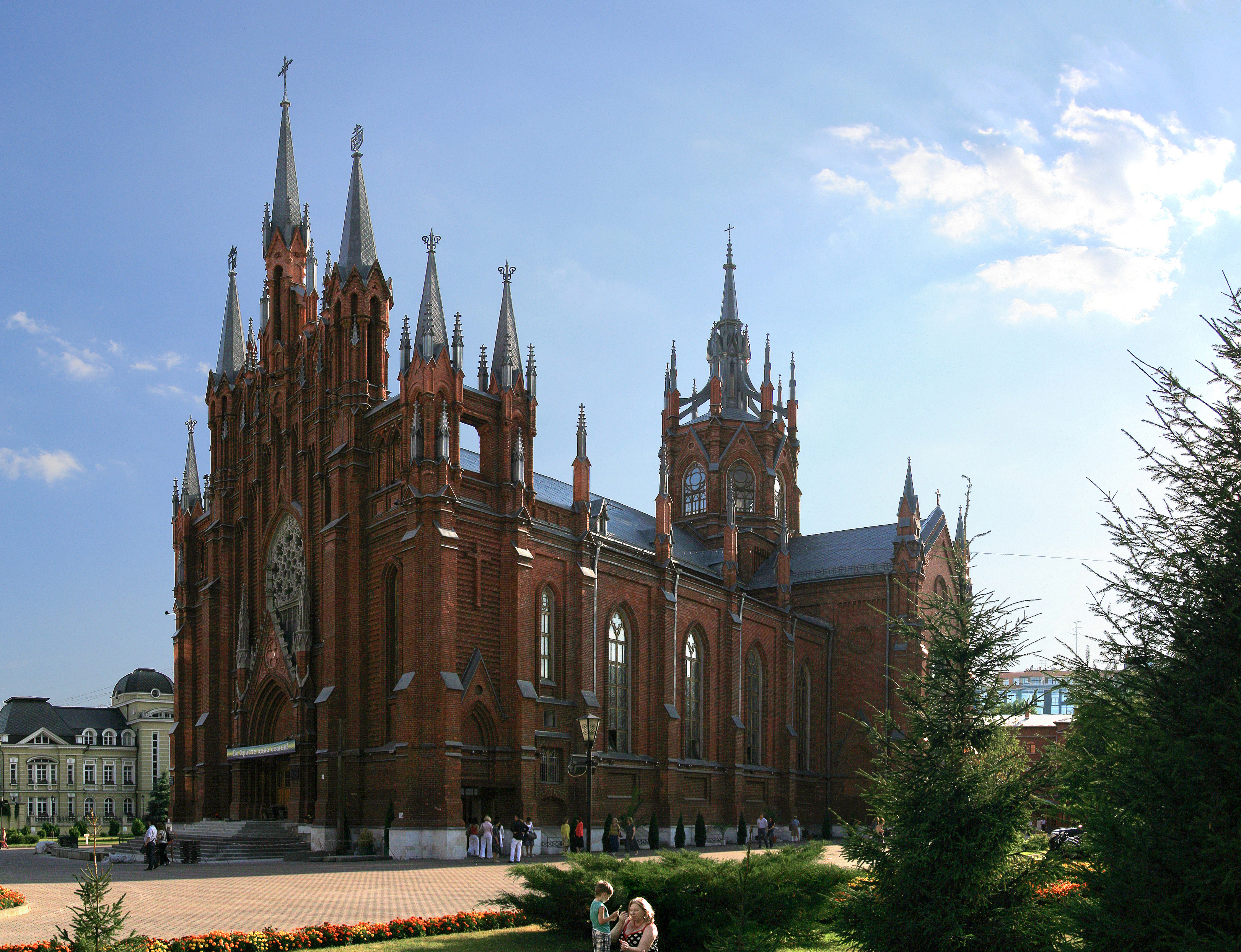
Veduta esterna di giorno
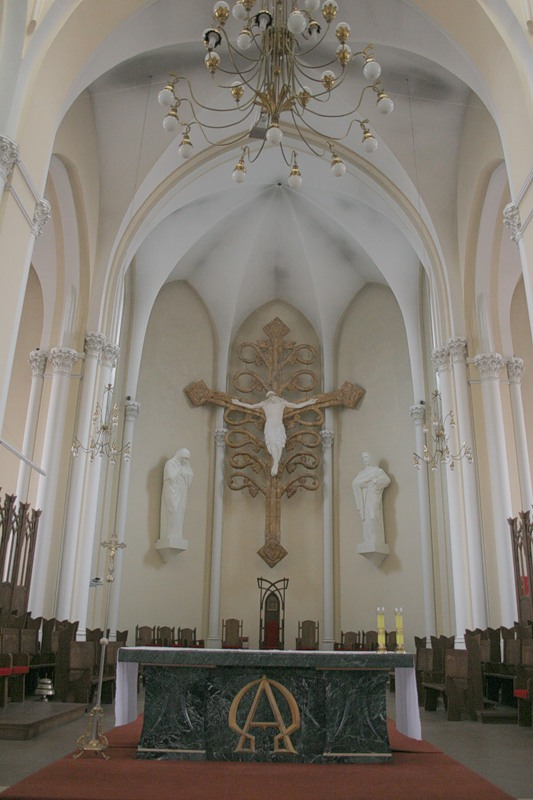
Il presbiterio
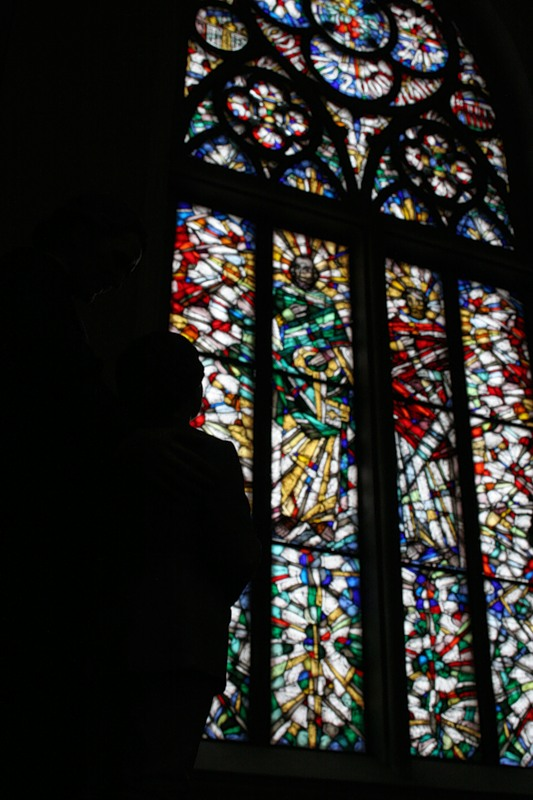
Particolare di una vetrata